# Libertad (Corozal)
Libertad (Pembroke Hall) ist ein Ort im Corozal District in Belize. 2010 hatte der Ort 1.606 Einwohner.

## Geografie
Der Ort liegt am linken Ufer des New River.
Die umliegenden Orte sind San Joaquin, Calcutta, Carolina und Ranchito im Nordosten, Caledonia und Buena Vista im Südwesten, Santa Clara, San Roman und San Narciso im Westen un Louisville, San Pedro und Concepcion im Nordwesten.

### Verkehr
Libertad liegt am Philip Goldson Highway, der im Nordosten über San Joaquin, Calcutta und Carolina nach Corozal und weiter nach Mexiko führt und im Süden nach Orange Walk Town.

## Geschichte
Der Ort hieß früher Pembroke Hall. Er wurde im 18. Jahrhundert angelegt und diente zunächst als Station für Mahagoni-Holzfäller am New River. Ende des 18. Jahrhunderts gehörte Pembroke Hall Richard Hoare und im 19. Jahrhundert James Hume Blake. Von Blake ging der Besitz über an John Carmichael und von Carmichael an Thomas Schofield. Sein Enkel William Schofield hat den Landbesitz in Pembroke Hall an die Regierung von Britisch-Honduras verkauft, nachdem die Anlagen 1955 durch den Hurrikan Janet schwere Schäden erlitten hatten. Erst in den 1980er Jahren, als Belize seine Unabhängigkeit erlangte, wurde der Name in „Libertad“ geändert.

## Wirtschaft und Infrastruktur

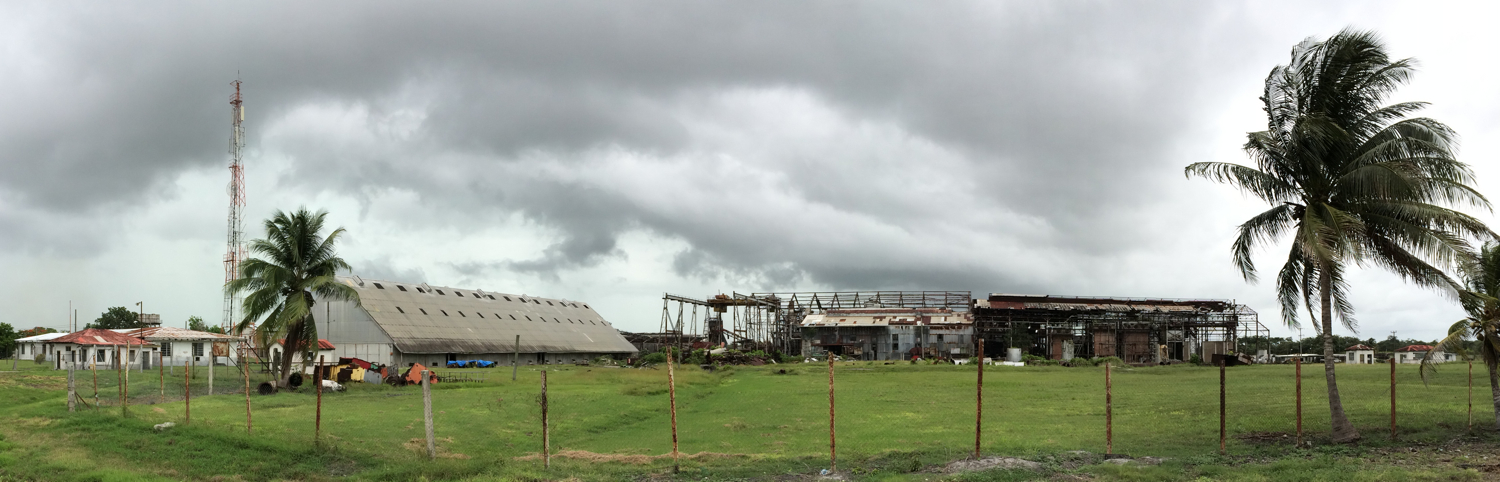
Corozal Sugar Factory 2015

In Libertad bestand von 1935 bis 1985 die Corozal Sugar Factory, die zu Belize Sugar Industries gehörte.
In Libertad gibt es ein Gesundheitszentrum. es wurde am 24. Februar 2012 eingeweiht und versorgt die Dörfer Libertad, Concepcion, Caledonia und San Joaquin. Die Baukosten von 406.000 Belize-Dollar wurden von der Caribbean Development Bank finanziert.

## Klima
Nach dem Köppen-Geiger-System zeichnet sich Libertad durch ein tropisches Klima mit der Kurzbezeichnung Am aus.